# San Lorenzo de El Escorial
San Lorenzo de El Escorial est une commune espagnole située dans la communauté de Madrid.
C'est sur son territoire que se trouve le site royal de Saint-Laurent-de-l'Escurial, ainsi que, à une certaine distance, le site du Valle de los Caídos.

## Géographie

### Situation
Le territoire communal s'étend sur 56,4 km2 au nord-ouest de la communauté de Madrid, en limite avec la communauté de Castille-et-León, sur le versant sud-est de la sierra de Guadarrama, au pied des monts Abantos et Las Machotas. Le centre urbain se trouve à 47 km de Madrid.

## Histoire
L'origine de cette localité est liée à la construction du monastère de l'Escurial. En 1558, le roi Philippe II désigne une commission composée notamment d'architectes et de médecins chargée de choisir un site approprié à l'érection de l'édifice. Le village d'El Escorial remplit alors toutes les conditions matérielles nécessaires pour mener à bien une telle entreprise par son abondance de forêts, de carrières et de terrains de chasse, la qualité de ses eaux et son emplacement au centre géographique de la péninsule ibérique.
Le roi acquiert un certain nombre de terres afin de constituer un domaine royal au milieu duquel les travaux du monastère commencent en 1563 et se poursuivront pendant vingt ans. En 1565, la bourgade obtient le statut municipal de villa, dotée d'un maire qui exerce son autorité sur le noyau urbain, alors que les terrains de chasse sont gérés par la Couronne et les terres agricoles par le prieur du monastère. Sur le plan religieux, le lieu est détaché du puissant archevêché de Tolède pour être placé sous la juridiction exclusive du prieur par deux bulles papales datées de 1585 et 1586.
En 1767, Charles III autorise la construction de maisons autour du monastère royal, ce qui entraîne le développement d'une véritable petite ville, mais de manière anarchique jusqu'à s'étendre sur les pentes des montagnes environnantes. Pour y remédier, le souverain confie à l'architecte Juan de Villanueva le soin de donner un nouvel ordonnancement à l'ensemble urbain. Celui-ci reconfigure le centre historique en projetant des rues et des places afin d'atténuer le fort dénivelé existant entre l'esplanade située devant le monastère et les pentes raides du mont Abantos. De cette époque datent la rue Floridablanca, une des plus importantes du bourg, et les places de la Croix et de la Constitution. Le tout est complété par la construction de divers bâtiments comme les maisons des infants.
Le 26 septembre 1836, San Lorenzo est détaché de El Escorial pour former une municipalité distincte.
Pendant la guerre civile (1936-1939), la ville demeure sous l'autorité du gouvernement républicain et son nom est changé en El Escorial de la Sierra.
À partir de la seconde moitié du XXe siècle, la ville connaît une forte expansion urbaine notamment sur le versant sud-est du mont Abantos. Elle s'accompagne d'un développement économique en lien avec la vocation touristique du site.

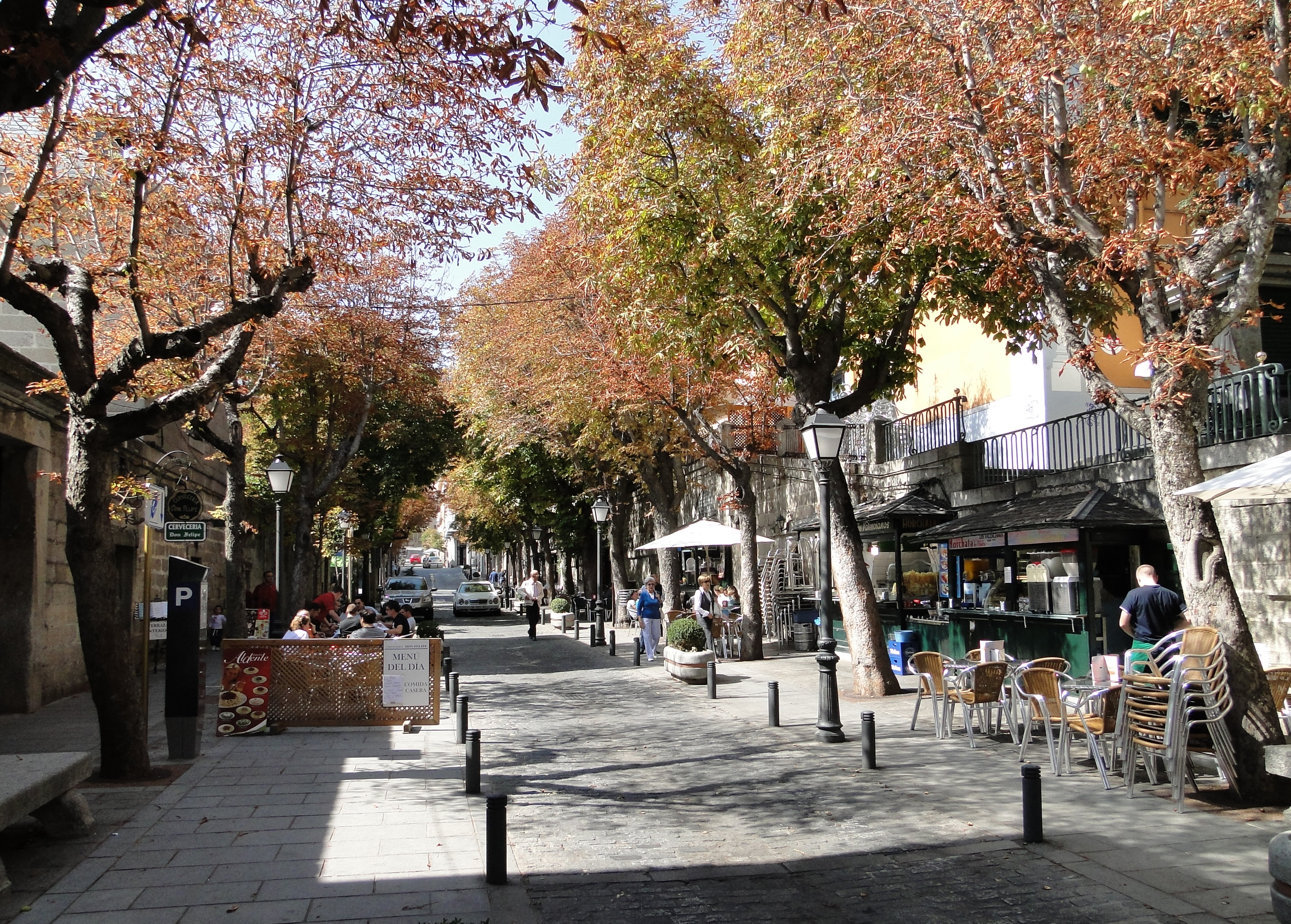
La rue Floridablanca à San Lorenzo.

## Politique et administration

### Administration territoriale et judiciaire
Sur le plan administratif, la commune est le chef-lieu d'un district judiciaire regroupant treize communes.

### Administration municipale
La commune est dirigée par un conseil municipal de dix-sept membres élus pour quatre ans. De 1995 à 2015, le Parti populaire (PP) dirige la municipalité. En 2015, un parti local Vecinos por San Lorenzo de El Escorial (VxSLE) dirige la commune avec le soutien de plusieurs formations dont le PSOE et Ciudadanos. À la suite des élections du 26 mai 2019, Carlota López Esteban, candidate du Parti populaire, est élue maire le 15 juin suivant, en obtenant neuf voix issues du PP, de Ciudadanos et de Vox. Elle est reconduite à la suite des élections du 28 mai 2023 quand le PP obtient huit sièges et Vox un.
| Période                                  | Période  | Identité                  | Étiquette | Qualité |
| ---------------------------------------- | -------- | ------------------------- | --------- | ------- |
| Les données manquantes sont à compléter. |          |                           |           |         |
| 1995                                     | 2015     | José Luis Fernández-Quejo | PP        |         |
| 2015                                     | 2019     | Blanca Juárez             | VxSLE     |         |
| 2019                                     | En cours | Carlota López Esteban     | PP        |         |

## Population et société

### Démographie
| 1842  | 1860  | 1877  | 1900  | 1910  | 1920  | 1930  | 1940  | 1950  |
| ----- | ----- | ----- | ----- | ----- | ----- | ----- | ----- | ----- |
| 1 412 | 2 094 | 3 259 | 4 223 | 4 917 | 4 569 | 5 936 | 5 733 | 6 937 |

| 1960  | 1970  | 1981  | 1991  | 1996   | 2001   | 2006   | 2012   | 2018   |
| ----- | ----- | ----- | ----- | ------ | ------ | ------ | ------ | ------ |
| 8 022 | 8 110 | 8 953 | 8 648 | 10 028 | 12 455 | 16 005 | 18 545 | 18 088 |

### Jumelage
Saint-Quentin (France)

## Économie
Le tourisme, l'hôtellerie et le commerce constituent les principales activités économiques de la commune qui est parmi les destinations touristiques les plus importantes de la Communauté de Madrid. La plupart des visiteurs viennent de Madrid pour une visite de courte durée, généralement une journée, sans loger sur place.
San Lorenzo abrite deux des monuments les plus visités en Espagne, gérés par le Patrimoine national.
Le monastère de l'Escurial est ainsi le deuxième monument le plus fréquenté après le palais royal de Madrid et le Valle de los Caídos le troisième, avec 340 000 visiteurs en 2018.
Les nuitées à l'hôtel ont une place insignifiante dans l'économie de la ville, de même que dans d'autres villes historiques de la région, comme Alcalá de Henares, Aranjuez ou Chinchón.
Depuis quelques années, la commune cherche à développer les séjours avec nuitées comme les concours et les cours culturels ou bien les conventions professionnelles. À cet effet, les cours d'été de l'université complutense de Madrid, qui se tiennent dans les locaux de l'Euroforum, ont été créés pour promouvoir San Lorenzo comme ville de congrès.

## Équipements et transports

### Voies de communication
La commune est traversée par la route M-600 qui la met en relation avec Guadarrama et l'autoroute A-6, dite « autoroute du nord-ouest » qui relie Madrid à La Corogne.

### Transports publics
La gare ferroviaire du Consortium régional des transports de Madrid est situé sur le territoire de la commune voisine d'El Escorial. Elle est desservie par les trains de la ligne C-3a des Cercanías Madrid.
La ville est aussi desservie par des lignes d'autobus interurbains :
| N°   | Direction                        |
| ---- | -------------------------------- |
| 640  | Robledo de Chavela, Valdemaqueda |
| 661  | Madrid                           |
| 666  | Zarzalejo, Las Navas del Marqués |
| 667  | Majadahonda                      |
| 669  | Villanueva de la Cañada          |
| 669A | Fresnedilla, Navalagamella       |

## Culture et patrimoine

### Au cinéma
Pour son film La Chambre d'à côté (La habitación de al lado), écrit et réalisé en anglais  et sorti en 2024, Pedro Almodóvar a tourné les scènes — censées se dérouler dans une villa contemporaine en pleine forêt à deux heures de New York — autour de la Casa Szoke, proche de San Lorenzo de El Escorial, à une heure de route de Madrid.

### Personnalités liées à la commune
- Amanda Junquera Butler (1898-1986) et Carmen Conde (1907-1996), écrivaines, toutes deux mises à demeure dans la ville en 1940, sous l'Espagne franquiste, après la guerre d'Espagne[8]
- Alma Tapia (1906-1993), dessinatrice
- Manuel Viola (1916-1987), peintre
- Teresa Berganza (1933-2022), artiste lyrique
- Munir El Haddadi (1995-), joueur de football